# Meistriliiga 2008
Die Meistriliiga 2008 war die 18. Spielzeit der höchsten estnischen Fußball-Spielklasse der Herren. Die Saison begann am 8. März und endete am 15. November 2008 mit dem 36. Spieltag. Titelverteidiger war FC Levadia Tallinn.

## Saison
Meister wurde zum dritten Mal in Folge und zum insgesamt sechsten Mal der Levadia Tallinn.
Als estnischer Meister scheiterte Levadia in der folgenden Champions-League-Saison 2009/10 in der dritten Qualifikationsrunde an Debreceni VSC.
JK Vaprus Pärnu ging am Ende der Spielzeit in die Relegation und musste sich nach zwei Spielen Paide Linnameeskond aufgrund der Auswärtstorregel geschlagen geben. Dem FC TVMK Tallinn wurde am 16. November 2008 durch den estnischen Fußballverband die Lizenz entzogen.

## Teams
| Verein                | Stadt         | Stadion                  | Kapazität |
| --------------------- | ------------- | ------------------------ | --------- |
| JK Tallinna Kalev     | Tallinn       | Kalevi Keskstaadion      | 12.000    |
| FC Flora Tallinn      | Tallinn       | A. Le Coq Arena          | 9.692     |
| FC TVMK Tallinn       | Tallinn       | Kadrioru staadion        | 5.000     |
| FC Levadia Tallinn    | Tallinn       | Kadrioru staadion        | 5.000     |
| JK Trans Narva        | Narva         | Kreenholmi staadion      | 2.000     |
| Tulevik Viljandi      | Viljandi      | Viljandi Linnastaadion   | 2.000     |
| JK Maag Tammeka Tartu | Tartu         | Tamme staadion           | 1.600     |
| JK Vaprus Pärnu       | Pärnu         | Strand-Stadion           | 1.500     |
| JK Kalev Sillamäe     | Sillamäe      | Sillamäe Kalevi staadion | 0800      |
| JK Nõmme Kalju        | Tallinn-Nõmme | Hiiu staadion            | 0500      |

## Abschlusstabelle
| Pl. | Verein                    | Sp. | S  | U | N  | Tore    | Diff. | Punkte |
| --- | ------------------------- | --- | -- | - | -- | ------- | ----- | ------ |
| 1.  | FC Levadia Tallinn (M, P) | 36  | 29 | 6 | 1  | 105:220 | +83   | 93     |
| 2.  | FC Flora Tallinn          | 36  | 28 | 7 | 1  | 113:280 | +85   | 91     |
| 3.  | JK Trans Narva            | 36  | 16 | 8 | 12 | 062:540 | +8    | 56     |
| 4.  | JK Nõmme Kalju (N)        | 36  | 16 | 7 | 13 | 065:640 | +1    | 55     |
| 5.  | JK Kalev Sillamäe (N)     | 36  | 13 | 6 | 17 | 049:790 | −30   | 45     |
| 6.  | Tulevik Viljandi          | 36  | 9  | 4 | 23 | 031:740 | −43   | 31     |
| 7.  | JK Maag Tammeka Tartu     | 36  | 9  | 4 | 23 | 045:760 | −31   | 31     |
| 8.  | JK Tallinna Kalev         | 36  | 6  | 8 | 22 | 037:700 | −33   | 26     |
| 9.  | JK Vaprus Pärnu           | 36  | 5  | 2 | 29 | 041:125 | −84   | 17     |
| 10. | FC TVMK Tallinn           | 36  | 20 | 6 | 10 | 091:470 | +44   | 66     |

Platzierungskriterien: 1. Punkte – 2. Siege – 3. Direkter Vergleich (Punkte, Tordifferenz, geschossene Tore) – 4. Tordifferenz – 5. geschossene Tore
| (M) | amtierender Meister     |
| (P) | amtierender Pokalsieger |
| (N) | Neuaufsteiger           |

## Kreuztabelle
Die Kreuztabelle stellt die Ergebnisse aller Spiele dieser Saison dar. Die Heimmannschaft ist in der linken Spalte, die Gastmannschaft in der oberen Zeile aufgelistet. Die Teams spielten jeweils viermal – zwei Heim- und zwei Auswärtsspiele – gegeneinander, sodass insgesamt 36 Spiele zu absolvieren waren.
| Spieltage 1–18        | FC Levadia Tallinn | FC Flora Tallinn | JK Trans Narva | FC Nõmme Kalju | JK Kalev Sillamäe | JK Tulevik Viljandi | JK MaagTammeka Tartu | JK Tallinna Kalev | JK Vaprus Pärnu | FC TVMK Tallinn |
| --------------------- | ------------------ | ---------------- | -------------- | -------------- | ----------------- | ------------------- | -------------------- | ----------------- | --------------- | --------------- |
| FC Levadia Tallinn    |                    | 2:2              | 3:1            | 2:2            | 4:0               | 2:0                 | 1:1                  | 3:1               | 7:0             | 2:0             |
| FC Flora Tallinn      | 0:2                |                  | 3:3            | 1:1            | 4:0               | 3:1                 | 3:1                  | 4:1               | 7:0             | 3:1             |
| JK Trans Narva        | 0:3                | 1:2              |                | 1:0            | 3:1               | 4:1                 | 1:1                  | 0:0               | 1:0             | 1:1             |
| FC Nõmme Kalju        | 0:4                | 1:7              | 1:1            |                | 3:0               | 2:0                 | 2:1                  | 2:1               | 3:1             | 1:5             |
| JK Kalev Sillamäe     | 0:5                | 0:3              | 1:3            | 2:1            |                   | 1:0                 | 1:1                  | 2:1               | 1:4             | 1:3             |
| JK Tulevik Viljandi   | 0:1                | 0:8              | 1:0            | 0:0            | 1:1               |                     | 3:1                  | 3:2               | 0:1             | 0:3             |
| JK Maag Tammeka Tartu | 1:3                | 1:3              | 0:1            | 2:1            | 2:0               | 2:0                 |                      | 0:2               | 4:1             | 1:2             |
| JK Tallinna Kalev     | 0:2                | 0:3              | 1:2            | 2:0            | 2:5               | 2:1                 | 2:0                  |                   | 1:2             | 1:1             |
| JK Vaprus Pärnu       | 0:4                | 1:6              | 0:6            | 0:2            | 1:3               | 2:4                 | 2:4                  | 2:0               |                 | 1:5             |
| FC TVMK Tallinn       | 3:0                | 0:0              | 1:1            | 0:1            | 5:1               | 6:1                 | 1:0                  | 5:2               | 2:1             |                 |

| Spieltage 19–36       | FC Levadia Tallinn | FC Flora Tallinn | JK Trans Narva | FC Nõmme Kalju | JK Kalev Sillamäe | JK Tulevik Viljandi | JK MaagTammeka Tartu | JK Tallinna Kalev | JK Vaprus Pärnu | FC TVMK Tallinn |
| --------------------- | ------------------ | ---------------- | -------------- | -------------- | ----------------- | ------------------- | -------------------- | ----------------- | --------------- | --------------- |
| FC Levadia Tallinn    |                    | 0:0              | 7:2            | 1:0            | 5:1               | 5:0                 | 4:1                  | 2:1               | 4:0             | 1:1             |
| FC Flora Tallinn      | 0:0                |                  | 2:1            | 4:0            | 7:1               | 4:0                 | 6:2                  | 1:1               | 3:0             | 4:2             |
| JK Trans Narva        | 0:1                | 0:2              |                | 1:1            | 0:3               | 3:0                 | 4:1                  | 1:0               | 3:0             | 1:0             |
| FC Nõmme Kalju        | 1:2                | 0:3              | 7:3            |                | 2:2               | 2:0                 | 2:1                  | 3:2               | 5:1             | 2:0             |
| JK Kalev Sillamäe     | 1:4                | 0:1              | 4:4            | 2:1            |                   | 0:1                 | 2:1                  | 2:1               | 3:2             | 0:1             |
| JK Tulevik Viljandi   | 0:5                | 1:2              | 1:0            | 1:4            | 0:0               |                     | 3:0                  | 0:0               | 1:2             | 0:1             |
| JK Maag Tammeka Tartu | 1:3                | 1:2              | 1:4            | 2:3            | 0:2               | 2:1                 |                      | 1:0               | 1:0             | 2:3             |
| JK Tallinna Kalev     | 1:5                | 0:1              | 2:0            | 2:3            | 0:0               | 1:2                 | 1:1                  |                   | 1:1             | 2:2             |
| JK Vaprus Pärnu       | 0:4                | 1:6              | 2:4            | 5:5            | 2:4               | 0:2                 | 1:2                  | 0:1               |                 | 3:10            |
| FC TVMK Tallinn       | 1:2                | 1:3              | 0:1            | 2:1            | 1:2               | 2:1                 | 6:2                  | 8:0               | 6:2             |                 |

## Relegation
| Datum             |                     | Ergebnis  |                     | Tore |
| ----------------- | ------------------- | --------- | ------------------- | --- |
| 20. November 2008 | Paide Linnameeskond | 2:1 (1:0) | JK Vaprus Pärnu     | 1:0 Poljanskij (22.), 2:0 Ellram (67.), 2:1 Kowalenko (90.)                                                                |
| 23. November 2008 | JK Vaprus Pärnu     | 4:3 (0:2) | Paide Linnameeskond | 0:1 Saar (13.), 0:2 Voolaid (43.), 1:2 Joost (48.), 1:3 Ellram (65.), 2:3 Pakk (70.), 3:3 Poljanskij (72.), 4:3 Pakk (75.) |
| Gesamt:           | Paide Linnameeskond | (a)5:5(a) | JK Vaprus Pärnu     | |

## Torschützenliste
| Pl. | Spieler         | Verein             | Tore |
| --- | --------------- | ------------------ | ---- |
| 1   | Ingemar Teever  | JK Nõmme Kalju     | 23   |
| 2   | Nikita Andreev  | FC Levadia Tallinn | 22   |
| 3   | Sander Post     | FC Flora Tallinn   | 19   |
| 4   | Felipe Nunes    | JK Nõmme Kalju     | 17   |
| 4   | Jarmo Ahjupera  | FC Flora Tallinn   | 17   |
| 6   | Tarmo Kink      | FC Levadia Tallinn | 16   |
| 7   | Henri Anier     | FC Flora Tallinn   | 15   |
| 7   | Indrek Zelinski | FC Levadia Tallinn | 15   |